# دي تي في
دي تي في الجزائرية (بالفرنسية: DTV Algérie) أو قناة القرار هي قناة جزائرية خاصة مقرها وهران بالجزائر انطلق البث الرسمي لها في الأول من مارس 2015، تقوم ببث مسلسلات الأنمي اليابانية، بالإضافة إلى العديد من الأفلام والمسلسلات الأجنبية، هي ضمن باقة قنوات وكالة الصحافة DTV ومديرها العام مراد مشاي، توقفت سنة 2016 عن البث في جميع الأقمار الصناعية ما عدا قمر ياه سات. وأعلنت عن تخصيصها لمستقبل خاص بها يحتوي على باقة قنوات دي تي في وتردد جديد.

## البرامج المعروضة
- المسلسل الاسباني بيت المال بالاسبانية (la casa de papel)
- مسلسلات الانمي : دراغون بول، كونان، جينتاما، ون بيس,طوكيو غول
- مسلسلات تركية : الدخيل
- مسلسلات كورية : انا لست آلية، اولاد الشمس...
- افلام انمي متنوعة
- افلام أجنبية متنوعة وجديدة.